# Sinatrukes
Sinatrukes, död 70 f.Kr., var kung av Partherriket mellan 77 och 70 f.Kr. Han tillhörde arsakidernas dynasti. 